# Na požárech
Na požárech je národní přírodní památka ev. č. 1363 jihozápadně od obce Lesná v okolí státní hranice s Německem v okrese Tachov, navazuje na německé chráněné území Moorwälder bei Leßlohe. Oblast spravuje Agentura ochrany přírody a krajiny ČR, Správa Chráněné krajinné oblasti Český les.
Důvodem ochrany je přirozené rašeliništní území, k poskytnutí nezbytného životního prostředí ohroženým rašeliništním biocenózám, k udržení nezbytných podmínek pro jejich další nerušený vývoj, k ochraně bohatého výskytu vzácných a ohrožených druhů rostlin a živočichů přirozeně se zde vyskytujících - hnízdění tetřívka obecného (Lyrurus tetrix).